# ヴォウラ・コスタ
ヴォウラ・コスタ（ギリシャ語: Βούλα Κώστα, ラテン文字転写: Voula Kosta, 3月23日  - ）は、ギリシャの女性声優。

## 人物
映画やアニメのメインキャラの吹き替えに多く携わっており、特にポケモンでサトシの声をあてることになってからは「人生が大きく変わった。」と話している
。

## 出演作品
太字はメインキャラクター。

### テレビアニメ
- ポケットモンスター(サトシ)
- ワンピース(ルフィ)
- リセス 〜ぼくらの休み時間〜（T.J.）
- 美少女戦士セーラームーン(水野亜美、桜田春菜、海野ぐりお）
- パウ・パトロール
- バブル・グッピーズ (ディーマ、ノーニ)
- チキチキマシン猛レース! (IQタカオくん)
- ガーフィールド・ショー
- ロックマンエグゼ
- 101匹わんちゃん

### アニメ映画
- 劇場版ポケットモンスター ミュウツーの逆襲(サトシ)
- ムーラン2 (ファ・リー)